# Final Fantasy: The 4 Heroes of Light
Final Fantasy: The 4 Heroes of Light (яп. 光 の 4 戦士 ファイナル ファンタジー 外伝, Остання фантазія: 4 воїни світла) — японська рольова гра для портативної ігрової консолі Nintendo DS, розроблена студією Matrix Software і випущена компанією Square Enix в кінці 2009 року, є спін-оффом серії Final Fantasy. У центрі сюжету — подорож хлопчика на ім'я Брандт, якого на 14-річчя викликав король і відправив рятувати принцесу, викрадену злою відьмою.
У Японії гра вийшла як Final Fantasy Gaiden, ставши другим відгалуженням основної серії зі словом «гайден» у назві — раніше з тієї ж припискою була видана Final Fantasy Adventure, відома як Seiken Densetsu: Final Fantasy Gaiden. Однак будь-яких інших спільних рис у цих двох ігор немає. Вперше про розробку The 4 Heroes of Light стало відомо з появою офіційного сайту з таймером відліку часу до релізу. Реліз планувався на 6 липня 2009 року, але пізніше в журналі Shonen Jump була оголошена нова дата — 29 жовтня.

## Ігровий процес
Гравець керує групою (ігровою партією) з чотирьох персонажів. Проходячи локаціями, герої б'ються з супротивниками, які з'являються випадковим чином. Бої відбуваються у покроковому режимі, що нагадує ранні частини Final Fantasy для консолі Nintendo Entertainment System. Істотна відмінність — магія застосовується персонажами без магічних очок, а за допомогою спеціальної команди «Charge». Для кожного з героїв можна вибрати будь-яку професію, залежно від головних уборів, які ті носять. Ця система має назву «система корон».
У багатокористувацькому кооперативному режимі після битви гравці отримують очки battle points, які можна обміняти на призи.

## Відгуки та оцінки
Японський журнал Famitsu дав грі 33 бали з 40, в одному з оглядів зазначивши, що «сюжет, музика та інше пробуджують спогади про минулі часи, а змішані з ними нововведення в геймплєї надають грі небувалу свіжість». Після першого тижня продажів гра зайняла в японських чартах друге місце, було реалізовано 115 тисяч копій. До кінця листопада 2009 року було продано 178 тисяч примірників. Гра, крім того, демонструвалася на виставці Electronic Entertainment Expo 2010 і отримала там позитивну пресу, а сайт GameTrailers назвав її найкращою грою для NDS, представленою на заході.